# سوماقال‌لی
سوماقال‌لی (به لاتین: Sumağallı) یک منطقه مسکونی در جمهوری آذربایجان است که در شهرستان اسماعیللی واقع شده است. سوماقال‌لی ۷۳۴ نفر جمعیت دارد.